# Parti gabonais du progrès
 (novembre 2013).
Si vous disposez d'ouvrages ou d'articles de référence ou si vous connaissez des sites web de qualité traitant du thème abordé ici, merci de compléter l'article en donnant les références utiles à sa vérifiabilité et en les liant à la section « Notes et références ».
Le Parti gabonais du progrès (PGP) est un parti politique du Gabon.

## Présentation
Membre consultatif de l'Internationale socialiste, le parti a été officiellement créé le 10 mars 1990 comme association à caractère politique pour pouvoir prendre part à la conférence nationale gabonaise de mars et avril 1990. La délégation du PGP à ce forum était composée d'Agondjo Okawé (décédé le 27 août 2005), Joseph Rédjambé (décédé le 23 mai 1990), Guy Nang Bekalé, Marc Saturnin Nang Nguéma, Christian Robert Moun'goun'gou, Benoît-Joseph Mouity-Nzamba, Anselme Nzoghe et Moïse Nsolet Bitegue.